# Rafael Soběhrd Mnišovský
Rafael Soběhrd Mnišovský, eventuálně Mišovský (1580 – 21. listopadu 1644), byl český právník a spisovatel, jeden z potenciálních autorů Voynichova rukopisu.

## Životopis
Narodil se v Horšovském Týně. Studoval v Praze u jezuitů, kde se seznámil s česko-polským autorem Bartolomějem Paprockým z Hlahol. Jeho Diadochus přeložil do češtiny. Poté studoval v Paříži a v Římě, kde získal titul doktora veškerých práv. Následně se stal sekretářem kardinála Khlesla, později vychovatelem syna Ferdinanda II. (pozdějšího císaře Ferdinanda III.), kterého naučil velmi dobře česky. V době českého stavovského povstání se postavil na stranu císaře, což mu po porážce povstání roku 1621 vyneslo uvedení do šlechtického stavu a zisk přídomku "ze Sebuzína a Herštejna" ke jménu. Poté působil jako jeden z hlavních rekatolizátorů, za což získal darem od císaře mnoho pozemků původně patřících popraveným či uprchlým protestantům. Byl jmenován sekretářem při české dvorské kanceláři, královským prokurátorem a roku 1640 místokomořím při zemských deskách. Zemřel v Praze.

## Voynichův rukopis
Psal též básně a k jeho koníčkům patřila kryptografie. Byl též blízkým přítelem učence Jana Marka Marciho z Kronlandu a právě jemu měl Mnišovský prozradit detaily o Voynichově rukopisu. Marci v dopise, který byl nalezen spolu s rukopisem, uvádí, že mu Mnišovský sdělil, že rukopis zakoupil za 600 zlatých císař Rudolf II., ale v chaosu stavovského povstání se z rudolfinských sbírek ztratil. Mnišovský bývá někdy z tohoto důvodu označován za možného autora rukopisu, tedy toho, kdo díky své zálibě v kryptografii dílo vytvořil a jako starobylé a tajuplné ho za vysokou sumu nabídl císaři Rudolfovi, díky čemu také znal detaily o osudu rukopisu, o jehož existenci v Rudolfových sbírkách jinak nejsou informace z jiných zdrojů. Další indicií je, že roku 1618 Mnišovský prý Marcimu řekl, že vytvořil nerozluštitelnou šifru. Je možné, že Voynichův rukopis měl být její ukázkou.